# China Interchange Hengqin Plaza
China Interchange Hengqin Plaza («Чайна Интерчейндж Хэнцинь Плаза»), также известный как Zhuhai Hengqin Plaza, CCCC Hengqin Square или CCCC Huitong Hengqin Plaza — многофункциональный комплекс небоскрёбов, расположенный в китайском городе Чжухай, на острове Хэнцинь. Состоит из сверхвысокой офисной башни (310 м) и двух жилых башен поменьше.
Комплекс построен в 2016—2021 годах в стиле модернизма. По состоянию на 2022 год башня CCCC Southern Financial Investment Building являлась третьим по высоте зданием города, 83-м по высоте зданием Китая, 97-м — Азии и 155-м — мира. Владельцем и застройщиком комплекса является пекинская группа China Communications Construction Corporation.

## Структура
- 65-этажная офисно-гостиничная башня A комплекса China Interchange Hengqin Plaza, также известная как CCCC Southern Financial Investment Building (310 м), построена в 2021 году. На крыше небоскрёба расположена вертолётная площадка[2][3][4].
- 38-этажная жилая башня B комплекса China Interchange Hengqin Plaza (125 м) построена в 2019 году[5].
- 30-этажная жилая башня C комплекса China Interchange Hengqin Plaza (110 м) построена в 2019 году[6].